# Mierendorffplatz
Mierendorffplatz – plac w Berlinie, w Niemczech, w dzielnicach Charlottenburg, w okręgu administracyjnym Charlottenburg-Wilmersdorf. Został wytyczony w 1950. Nazwa jego pochodzi od niemieckiego polityka Carlo Mierendorffa.
Przy placu znajduje się stacja metra linii U7 Mierendorffplatz.